# 清色城
清色城（きよしきじょう）は、鹿児島県薩摩川内市入来町浦之名にあった中世の日本の城（山城）。国の史跡。

## 沿革
薩摩国の有力国人である入来院氏が本拠とした城で、築城年は明らかではないが南北朝時代の頃に原型が出来上がったのではないかと考えられる。一国一城令により廃城となった。

## 概要
現在の薩摩川内市入来支所の裏山が跡地で、東西750メートル、南北600メートルにわたる尾根上に「本丸」「松尾城」「西之城」「中之城」などの曲輪が設けられていた。曲輪の間はシラス台地を切り取った断崖絶壁の空堀が設けられているのは他の鹿児島県内の中世城郭にも共通する特徴である。
2004年（平成16年）9月30日に国の史跡に指定された。